# 鸭子侦探
鸭子侦探（英语：A Miss Mallard Mystery），由加拿大CINAR动画公司（Cookie Jar Entertainment）、中国上海美术电影制片厂及上海东方电视台聯合製作的侦探推理动画剧，共26集。于2000年在特律通频道及上海东方电视台播出。

## 剧情简介
无论鸭子侦探梅小姐和她的侄子维乐探长游玩到哪里，都会不可避免地卷入引人入胜的调查中。梅小姐富创造力且足智多谋，能把毛线包、剪报、发夹、阳伞或手帕变成不同寻常的制胜法宝。在躲避可疑事故时，在避免神秘灾难时，她都能发现线索，而维乐也总能在最后关头制服罪犯。梅小姐经常说的一句话：干的好，维乐！

## 主要角色
- 梅拉德小姐（Miss Marjorie Mallard）：世界著名鸭侦探，维乐的姑妈，简称“梅小姐”。
- 维乐探长（Willard Widgeon）：瑞士警署警官，梅小姐的侄子；一个冒失鬼，但每次犯错都恰到好处。
- 光头总探长（Chief Inspector Bufflehead）：瑞士警署最高领导，维乐的上司。

## 主题曲
改编自柴可夫斯基芭蕾舞剧《胡桃夹子》中的《糖果仙子舞曲》（Dance of the Sugar Plum Fairy）。作曲：詹姆斯·格尔凡德。

## 剧集列表
（按：每集中英文标题后的括号里注明故事的发生地）
- 第1集 丛林探险 / Lost in the Amazon （巴西）
- 第2集 英伦谍影 / Taxi to Intrigue （英国伦敦）
- 第3集 首饰疑案 / Cable Car to Catastrophe （瑞士）
- 第4集 蹊跷的车祸 / Rickshaw to Horror （中国香港）
- 第5集 无头幽灵 / Dig to Disaster （中美洲）
- 第6集 秘密城市 / Evil Under the Sea （澳大利亚）
- 第7集 红色康乃馨 / Stage Door to Terror （法国巴黎）
- 第8集 失控的自行车 / Bicycle to Treachery （荷兰）
- 第9集 雪鸭传说 / Danger in Tibet （中国西藏/尼泊尔）
- 第10集 火山之神 / Surfboard to Peril （美国夏威夷）
- 第11集 接吻伯爵 / Stairway to Doom （英国苏格兰）
- 第12集 神秘的复仇者 / Dogsled to Dread （美国阿拉斯加）
- 第13集 名画失窃之谜 / Gondola to Danger （意大利威尼斯）
- 第14集 西部擒贼 / Texas Trail to Calamity （美国德克萨斯）
- 第15集 快车奇案 / Express Train to Trouble （埃及）
- 第16集 吉他难求 / Flamenco to Mischief （西班牙塞维利亚）
- 第17集 古堡幽灵 / Hallway to Spite（德国巴伐利亚）
- 第18集 片场惊魂 / Boulevard to Mayhem （美国好莱坞）
- 第19集 小镇疑云 / Whistle Stop to Fear （罗马尼亚）
- 第20集 粉碎阴谋 / Jitney to Jeopardy （肯尼亚）
- 第21集 太空之旅 / Spaceship to Puzzlement （美国卡纳维拉尔角/外太空）
- 第22集 神秘的兰花 / Stepping Stones to Gloom （韩国首尔）
- 第23集 智擒飞贼 / Ferris Wheel to Deceit （捷克布拉格）
- 第24集 海盗的宝藏 / Footbridge to Jitters （菲律宾）
- 第25集 圣诞守护鸭 / Snowmobile to Panic （瑞典）
- 第26集 发疯的机器鸭 / Escalator to Agony （日本东京）